# Kevin Hodson
Kevin Hodson (* 27. März 1972 in Winnipeg, Manitoba) ist ein ehemaliger kanadischer Eishockeytorwart, der für die Detroit Red Wings und Tampa Bay Lightning in der National Hockey League spielte.

## Karriere
Kevin Hodson begann seine Karriere in der kanadischen Juniorenliga OHL bei den Sault Ste. Marie Greyhounds. Er wurde nie gedraftet, sondern unterschrieb 1992 als sogenannter Free Agent einen Vertrag in der NHL bei den Chicago Blackhawks, doch er blieb noch ein weiteres Jahr in der OHL, wo er mit seinem Team den Memorial Cup, die wichtigste Trophäe im kanadischen Junioren-Eishockey, gewann. Zudem wurde er als bester Torhüter des Memorial-Cup-Turniers ausgezeichnet. Nebenbei absolvierte er 14 Spiele für die Indianapolis Ice, dem Farmteam von Chicago in der IHL.
Nach der Saison lief sein Vertrag in Chicago aus und er bekam im Sommer 1993 einen neuen bei den Detroit Red Wings. Die folgenden zwei Saisons spielte er beim Farmteam, den Adirondack Red Wings, in der AHL. Während der Saison 1995/96 gehörte er erstmals zum Torhüter-Team der Detroit Red Wings. Am 5. Januar 1996 absolvierte er sein erstes NHL-Spiel, als er zur Hälfte des Spiels für Stammtorhüter Chris Osgood eingewechselt wurde und er nur einen Gegentreffer kassierte. Am Tag darauf spielte Hodson zum ersten Mal von Beginn und schaffte gleich gegen die Chicago Blackhawks einen Shutout. Am Ende der Saison kam er auf insgesamt vier Einsätze.
1996/97 war er hinter Osgood und Mike Vernon die Nummer 3 der Detroit Red Wings und spielte insgesamt sechs Mal. Die Red Wings feierten in diesem Jahr ihren ersten Stanley-Cup-Sieg seit 42 Jahren, allerdings wurde Hodsons Name nicht auf den Stanley Cup eingraviert, da er nicht das Minimum an absolvierten Spielen erreicht hatte.
Doch das holte er 1997/98 nach. Erneut gewannen die Red Wings den Stanley Cup und nach dem Weggang von Mike Vernon stieg Hodson in der Saison zum Nummer 2-Goalie auf. Doch im Jahr darauf verlor er den Posten als Back-up-Goalie an Norm Maracle und Hodson wurde im Mai 1999 zu den Tampa Bay Lightning transferiert. Nach eher schwachen Leistungen in den bisher absolvierten Spielen in der Saison für Detroit, zeigte er in Tampa Bay gleich gute Leistungen, wurde allerdings nach ein paar Einsätzen für den Rest der Saison durch eine Leistenzerrung außer Gefecht gesetzt.
In der Saison 1999/2000 war er der Back-up-Goalie von Dan Cloutier. Beide spielten schon in der OHL zusammen für Sault Ste. Marie, wo allerdings Kevin Hodson die Nummer 1 war. Hodson konnte mit seinen Leistungen nicht überzeugen. Er schaffte nur zwei Siege in 24 Spielen und hatte sowohl eine schlechte Fangquote als auch einen schlechten Gegentordurchschnitt. Nach der Saison wurde er zu den Montréal Canadiens transferiert, wo er weder für das NHL-Team noch für das Farmteam spielen durfte.
Bis 2002 absolvierte kein Eishockeyspiel mehr und hatte mittlerweile auch keinen Vertrag mehr bei einem Team. Im Sommer 2002 nahmen ihn die Tampa Bay Lightning erneut unter Vertrag, doch erneut konnte er nicht überzeugen, da er von sieben Spielen keins gewinnen konnte. Tampa Bay verpflichtete am 13. Januar 2003 John Grahame als neue Nummer 2 und drei Tage später gab Hodson sein Karriereende bekannt.
Doch am 6. November 2003 erhielt er einen Vertrag in der finnischen SM Liiga bei Jokerit. Dort zeigte er gute Leistungen und schaffte in drei Spielen einen Sieg, ein Unterschieden und eine Niederlage. Zudem hatte er eine gute Fangquote und konnte einen Shutout verbuchen. Allerdings verließ er das Team bereits nach diesen drei Spielen und beendete seine Karriere endgültig.

## Sonstiges
- In der Saison 1997/98 kam Hodson zu seinem einzigen Einsatz in den Playoffs der NHL. Allerdings stand Hodson nur 73 Sekunden auf dem Eis und bekam nicht einen Schuss auf sein Tor.

## Erfolge und Auszeichnungen
- Stanley-Cup-Sieger 1998
- Memorial-Cup-Sieger 1993
- Hap Emms Memorial Trophy 1993
- Dave Pinkney Trophy 1992
- F. W. „Dinty“ Moore Trophy 1991
- Dave Pinkney Trophy 1991 (gemeinsam mit Mark Lenarduzzi)